# Le Même Soleil
Albums de Grégoire
Toi + Moi
(2008) Les roses de mon silence
(2013)
Singles
1. Danse
Sortie : octobre 2010
2. Soleil
Sortie : novembre 2010
3. La Promesse
Sortie : janvier 2011
4. On s'envolera
Sortie : novembre 2011

Le Même Soleil est le deuxième album du chanteur français Grégoire sorti en novembre 2010.
Ses titres seront moins populaires que ceux de l'album Toi + Moi, excepté Danse[réf. nécessaire].

## Liste des titres
| No  | Titre                                       | Durée |
| --- | ------------------------------------------- | ----- |
| 1.  | Tu me manques                               | 3:17  |
| 2.  | Soleil                                      | 2:53  |
| 3.  | La Promesse (duo avec Jean-Jacques Goldman) | 3:33  |
| 4.  | Je laisse                                   | 3:30  |
| 5.  | Danse                                       | 2:51  |
| 6.  | Mon repère                                  | 3:10  |
| 7.  | J'avance                                    | 2:52  |
| 8.  | J'adore                                     | 3:13  |
| 9.  | Timide                                      | 2:52  |
| 10. | Mon enfant                                  | 2:41  |
| 11. | On s'envolera                               | 2:58  |